# Patrouille de pêche
Patrouille de pêche (titre original : Tales of the Fish Patrol) est un recueil de nouvelles de l'écrivain américain Jack London publié aux États-Unis en 1905. 
En France, il paraît pour la première fois en 1936 dans le journal L'Intransigeant sous les titres : Contes de la patrouille de pêche et Histoires de la mer. Il est publié sous forme de roman en 1974 sous le titre : Les Pirates de San Francisco puis en 2000 sous le titre : Patrouille de pêche.

## Résumé
Au travers d'un personnage fictif, Jack London raconte certaines histoires qu'il a réellement vécues[réf. nécessaire]: Une équipe de patrouilleurs de pêche dans la baie de San Francisco. Il combat notamment les pilleurs d'huitres, les pêcheurs adeptes de la fraude au filet en mettant à chaque fois en place des stratagèmes plus rusés les uns que les autres.

## Les nouvelles
L'édition de  The Macmillan Co de septembre 1905 comprend sept nouvelles:
- Le Blanc et le Jaune (White and Yellow)
- Le Roi des Grecs (The King of the Greeks)
- Une incursion chez les pilleurs d’huîtres (A Raid on the Oyster Pirates)
- Le Siège du Lancashire Queen (The Siege of the 'Lancashire Queen')
- Un bon coup de Charley (Charley's Coup)
- Démétrios Contos (Demetrios Contos)
- Le Retour de Mouchoir Jaune (Yellow Handkerchief)

## Source
- « Bibliographie de Jack London », sur jack-london.fr (consulté le 1er avril 2024)